# Jan Antoni Józef de Villette
Jan Antoni Józef de Villette (Jean-Antoine-Joseph de Villette) (ur. 12 czerwca 1731, zm. 3 września 1792 w Paryżu) – Błogosławiony Kościoła katolickiego.

## Życiorys
Urodził się 12 czerwca 1731 roku w bardzo religijnej rodzinie. Został zamordowany w seminarium podczas masakry wrześniowej.
Beatyfikował go Pius XI 17 października 1926 roku w grupie 191 męczenników z Paryża. Wspominany jest w dzienną rocznicę śmierci.